# Mazdaspeed
Mazdaspeed (MAZDASPEED) – japońskie przedsiębiorstwo samochodowe należące do Mazdy, zajmujące się budową i rozwojem samochodów stosowanych w wyścigach samochodowych. Oferuje także akcesoria wyścigowe.
Firma została założona w 1967 roku jako Mazda Sports Corner przez Takayoshi Ohashi. Wraz z założeniem przedsiębiorstwa tuningu samochodów utworzono również zespół wyścigowy o tej samej nazwie. Ekipa ta pojawiała się w stawce World Sportscar Championship, 24-godzinnego wyścigu Le Mans, Skip Barber BFGoodrich, Star Mazda oraz Atlantic Championship. W 1983 roku zbudowano bazę zespołu w Hiroszimie i zmieniono jego nazwę na obecną. 
W 2003 roku zadebiutował pierwszy oferowany dla konsumentów samochód – Mazdaspeed Protegé. W kolejnych latach powstawały kolejne modele, takie jak Mazdaspeed MX-5 oraz Mazdaspeed6.

## Sukcesy zespołu
- 24h Le Mans

1991 (C2) – Mazda 787B (Volker Weidler, Johnny Herbert, Bertrand Gachot)